# 安徽省蚌埠第六中学
32°56′25″N 117°21′54″E / 32.94036°N 117.36492°E
安徽省蚌埠第六中学，简称蚌埠六中。是安徽省蚌埠市的一所初级中学。

## 历史
1953年立校，取名“蚌埠三初中”，1957年改为“蚌埠六中”。1980年后，进行学制改革，逐步减少高中普通班，增设高中职业班。1984年11月，经省教育厅、省教育改革领导小组批准设为市职业教育中心。1986年改为蚌埠职教中心。并更改办学模式，以职业教育为主。2000年，恢复蚌埠第六中学，职教中心迁出。2005年12月，被评为“安徽省特色示范中学”。

## 理念
校训
- 洁行、砥志、践言、永劼

校风
- 和谐、严谨、务实

## 学校社团
- 模拟联合国社
- cosplay社
- 摄影社
- 音悦社